# Ilka Gedő
Dans le nom hongrois Gedő Ilka, le nom de famille précède le prénom, mais cet article utilise l’ordre habituel en français Ilka Gedő, où le prénom précède le nom.
Ilka Gedő (Budapest, 1921 — 1985) est une peintre et dessinatrice hongroise.
Son œuvre survit à des décennies de persécution et de répression, d'abord par le régime semi-fasciste des années 1930 et 1940, puis, après un bref intervalle de liberté relative entre 1945 et 1949, par le régime communiste des années 1950 à 1989. Dans la première étape de sa carrière, qui s'est achevée en 1949, elle a réalisé un grand nombre de dessins qui peuvent être divisés en différentes séries. À partir de 1964, elle a repris ses activités artistiques en créant des peintures à l'huile.
Pour le critique d'art István Hajdu « Ilka Gedő est l'un des maîtres solitaires de l'art hongrois. Elle n'est liée ni à l'avant-garde ni aux tendances traditionnelles. Sa méthode de création incomparable rend impossible toute comparaison avec d'autres artistes. »

## Biographie

### Jeunesse et formation
Ilka Gedő naît à Budapest le 26 mai 1921, du mariage de Simon Gedő et Elza Weiszkopf. Son père est professeur au lycée juif, sa mère travaille comme commis. Certains des plus grands écrivains et artistes hongrois de l'époque font partie du cercle d'amis de la famille, et Ilka Gedő est élevée dans une famille où lui sont données toutes les chances de devenir une artiste instruite et sensible. Elle fréquente une école secondaire portant le nom de Új Iskola (hu) (Nouvelle école), qui propose un programme et des méthodes d'enseignement innovants, inspirés notamment par les travaux du psychologue hongrois Nagy László (hu) et du psychologue belge Ovide Decroly.

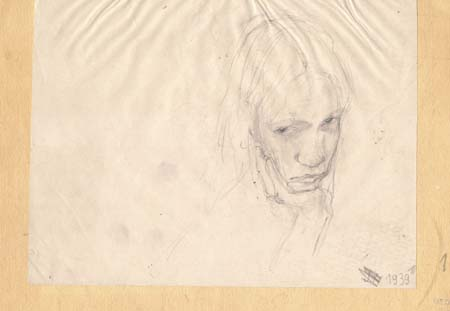
Autoportrait de 1938 (Herzog Anton Ulrich Museum, Braunschweig, Allemagne).

Depuis sa plus tendre enfance, Ilka Gedő n'a de cesse de dessiner, enregistrant ses expériences. La série de dessins de jeunesse, entièrement conservée dans la succession de l'artiste, peut être classée par ordre chronologique, et l'on est ainsi confronté à un journal visuel.
À l'âge de dix-sept ans, elle passe ses vacances dans les collines de Bakony, à l'ouest de Budapest. Elle passe tout son temps à dessiner le paysage. Dans les champs, elle suit les faucheurs, carnet de croquis à la main, afin de voir et de revoir le mouvement récurrent sous le même angle, capturant le rythme avec une grande fluidité et une grande sophistication. Les dessins, aquarelles et dossiers conservés des années 1937-1938 révèlent qu'elle maîtrisait déjà parfaitement la technique du dessin, et ce malgré le fait qu'elle n'avait jamais reçu de cours réguliers jusqu'alors,.
De la fin des années 1930 au début des années 1940, Ilka Gedő reçoit l'enseignement de trois artistes d'origine juive qui seront tués par les nazis à la fin de la guerre à venir. Lors de sa dernière année d'examen en 1939, Gedő fréquente l'école ouverte de Tibor Gallé (hu) (1896-1944). Le deuxième maître de Gedő est Victor Erdei (1879-1944), peintre et graphiste de style naturaliste-impressionniste et Art nouveau. Le troisième maître de Gedő est le sculpteur István Örkényi Strasser (1911-1944). De ce dernier Gedő apprend la fermeté du modelage sculptural et la représentation de la masse.

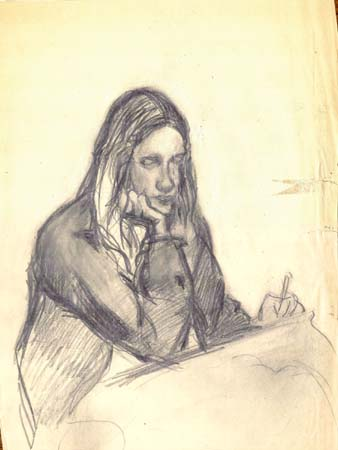
Autoportrait de 1938 (Herzog Anton Ulrich Museum, Braunschweig, Allemagne).

Après avoir passé ses examens de fin d'études, Ilka Gedő envisage sérieusement de commencer des études artistiques à Paris, mais la Seconde Guerre mondiale éclate et, en raison des lois juives, elle ne peut plus aller à l'Université hongroise des beaux-arts ; elle n'aurait de toutes façons probablement pas pu la rejoindre, barrée par l'influence croissante des fascistes hongrois, le Parti des Croix fléchées, la privation ouverte du droit de vote des Juifs qui a commencé en 1938 avec les premières lois juives, suivies des deuxièmes et troisièmes en 1939 et 1941.
Pendant la guerre, Ilka Gedő gagne sa vie en faisant de la céramique, mais elle ne cesse de créer ses séries graphiques. Elle se rend régulièrement dans la ville de Szentendre, petite ville de province sur le Danube, à une vingtaine de kilomètres de Budapest, qui a servi de refuge à de nombreux artistes dans l'entre-deux-guerres. De 1938 à 1947, Ilka Gedő réalise des dessins au pastel de la ville, reprenant ses formes et ses couleurs directement de la nature. Les couleurs rouge, jaune vif, marron foncé, bleu et vert atteignent une grande intensité de coloration.
Jusqu'au début des années 1940, avec d'autres jeunes artistes, Ilka Gedő visite également l'atelier de Gyula Pap (de) (1899-1982), ancien disciple de Johannes Itten et professeur au Bauhaus.
En 1942, Ilka Gedő participe à l'exposition organisée par le Groupe des artistes socialistes intitulée « La liberté et le peuple », qui se tient au Centre de l'Union des travailleurs de la métallurgie.
Pendant ces années, jusqu'en 1944, Gedő fait des études intimes de la vie familiale, principalement au crayon. Elle commence une série d'autoportraits qui se poursuivra jusqu'à la fin de la première étape de sa carrière artistique, en 1949.

### Dessins réalisés dans le ghetto de Budapest
Le 19 mars 1944, huit divisions allemandes envahissent la Hongrie. c'est le début de la persécution des juifs hongrois. À une vitesse inégalée, presque tous les juifs hongrois sont déportés dans des camps de concentration en Pologne, où la plupart d'entre eux sont tués.
Malgré les protestations des chefs religieux et les tentatives hésitantes de Miklós Horthy de mettre fin aux déportations, à l'été 1944, environ 200 000 Juifs sont rassemblés dans le ghetto de Budapest et dans des maisons spécialement désignées. Après la tentative infructueuse de Horthy d'emmener la Hongrie en guerre, le parti des Croix fléchées procède à une prise de contrôle militaire le 15 octobre 1944. Dans le ghetto, la pire période commence, mais par chance, Ilka Gedő parvient à échapper à la déportation et à survivre.
Dans le ghetto, Ilka Gedő passe la plupart de son temps à lire et à dessiner en enregistrant son environnement, ses compagnons, les personnes âgées et les enfants. Ces dessins sont des documents inestimables, mais ce sont aussi des allégories de l'humiliation humaine et de l'absence de défense. Dans l'un de ses autoportraits, elle présente une vue frontale d'elle-même, montrant une personne qui a perdu le contrôle de son propre destin. Elle n'a plus d'âge, et presque plus de sexe.
Sur le dernier dessin, on peut voir l'autoportrait de l'artiste avec une planche à dessin. Les yeux semblent fixer le néant. L'ego cherche un soutien dans son propre moi.[Quoi ?]

Dessins du ghetto
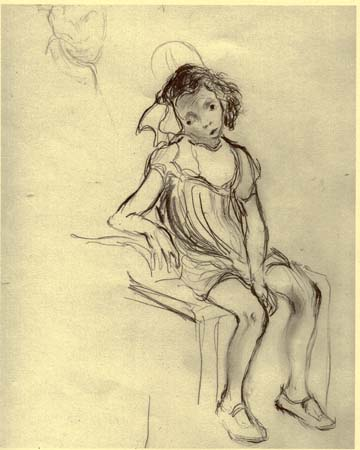
Fille inclinée, 1944 (Yad Vashem, Jérusalem).
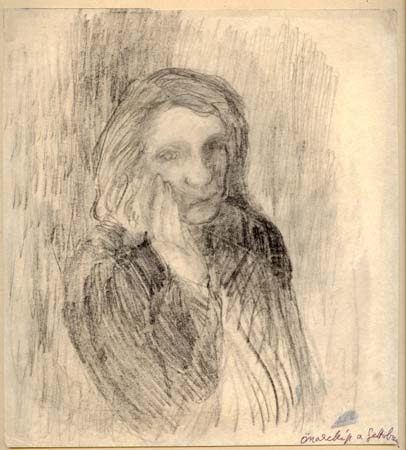
Autoportrait dans le ghetto de Budapest, 1944 (Galerie nationale hongroise, Budapest).
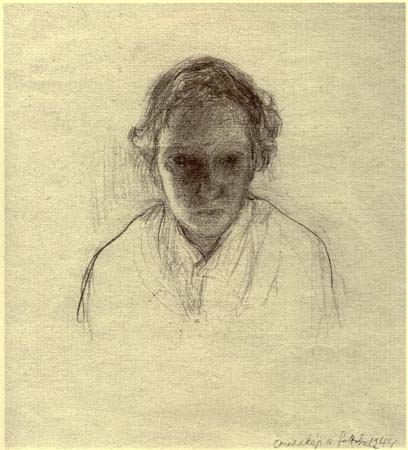
Autoportrait dans le ghetto de Budapest, 1944 (Yad Vashem, Jérusalem).
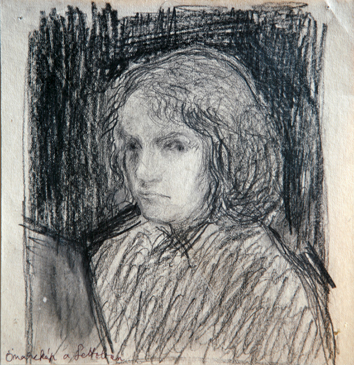
Autoportrait dans le ghetto de Budapest, 1944 (Musée et archives juifs hongrois (hu), Budapest).

### Après-guerre (1945-1949)

#### Dessins d'autoportraits (1945-1949)
La veille du nouvel an 1945, Ilka Gedő rencontre Endre Bíró, qui a étudié la chimie à l'Université de Szeged et qui, après la guerre, a commencé à travailler pour un institut de recherche dirigé par le scientifique hongrois Albert Szent-Györgyi, lauréat du prix Nobel. Travaillant dans un langage strictement figuratif, l'artiste a besoin de modèles et, en plus de sa famille et de ses amis, Gedő trouve en elle le modèle le plus pratique.
Ilka Gedő crée des autoportraits qui, par leur honnêteté et leur exploration de soi, attirent l'attention du spectateur. Ces œuvres sont dessinées de manière à évoquer à la fois une réalité physique directe et une sensibilité émotionnelle. Cependant, des doutes s'insinuent dans ses efforts pour donner une représentation fidèle et précise de la réalité : le modelé traditionnel et composé qui lui est si caractéristique est progressivement remplacé par un style expressif, éruptif et tendu.
Les dessins de la série d'autoportraits Fillér utca touchent le spectateur par leur cruelle honnêteté et leur authenticité puissante.

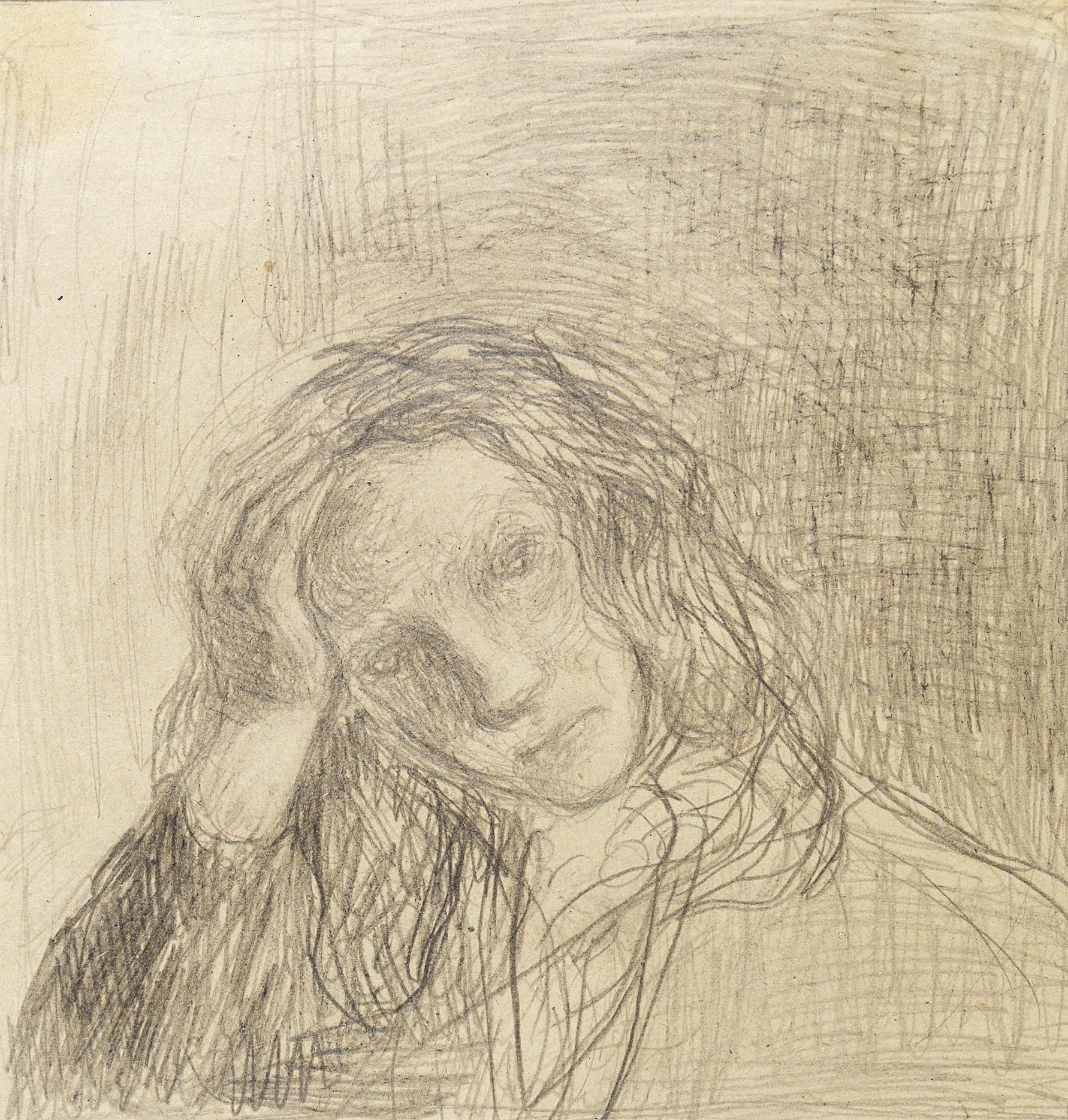
Autoportrait de 1948 (Galerie nationale hongroise, Budapest).
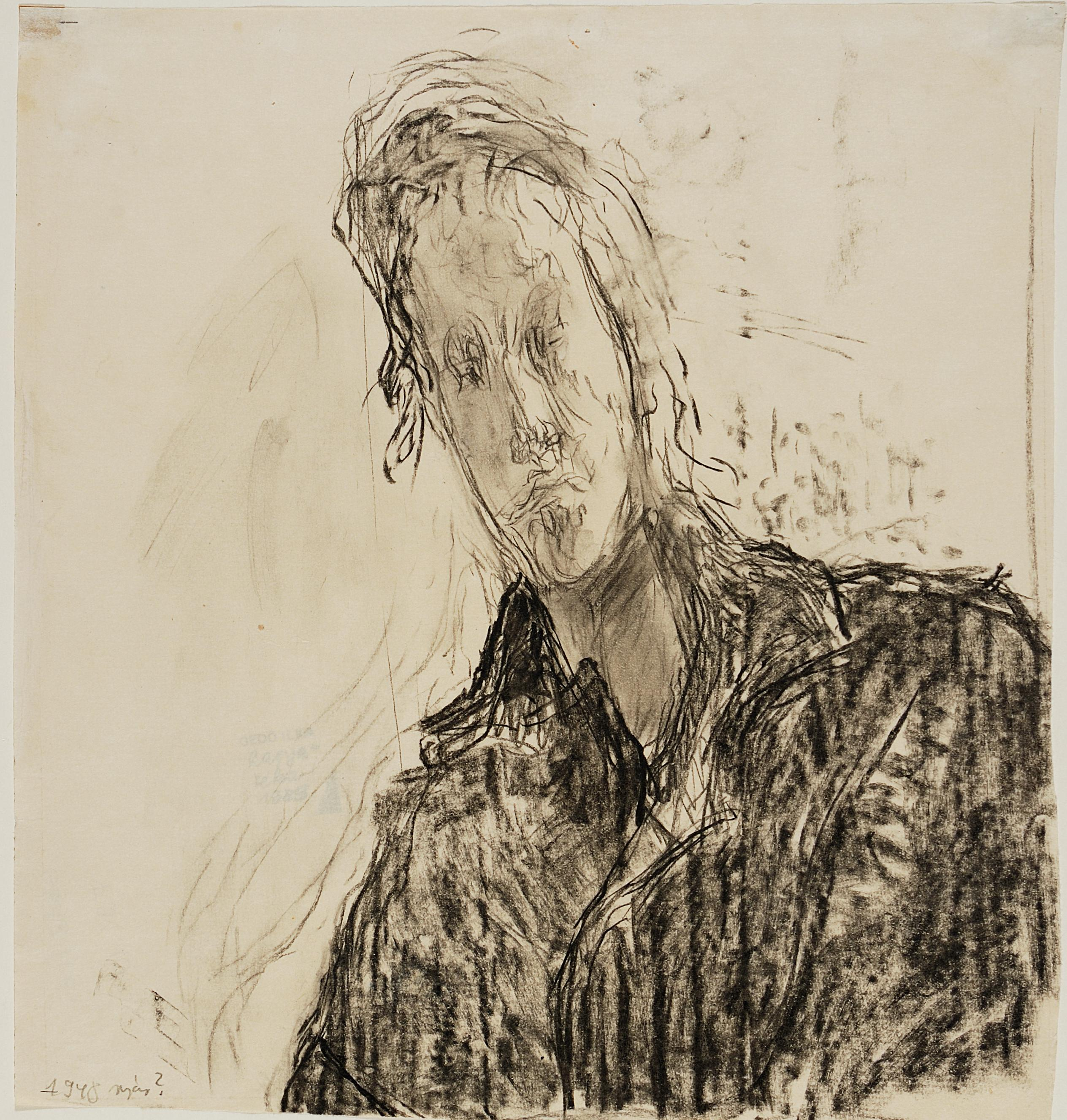
Autoportrait de 1948 (Galerie nationale hongroise, Budapest).
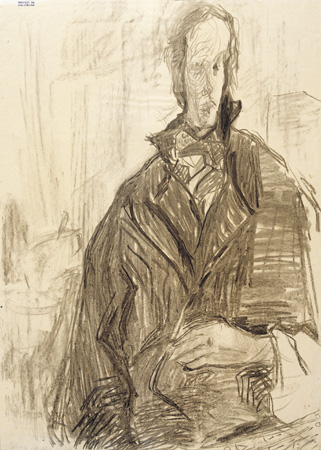
Autoportrait de 1948 (Galerie nationale hongroise, Budapest).
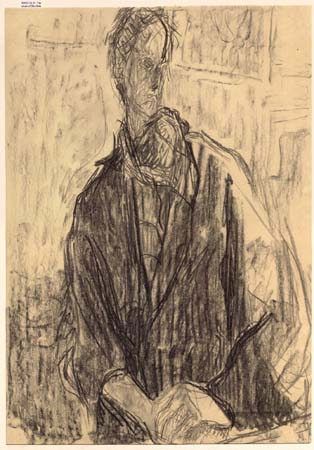
Autoportrait de 1948 (Herzog Anton Ulrich Museum, Braunschweig).
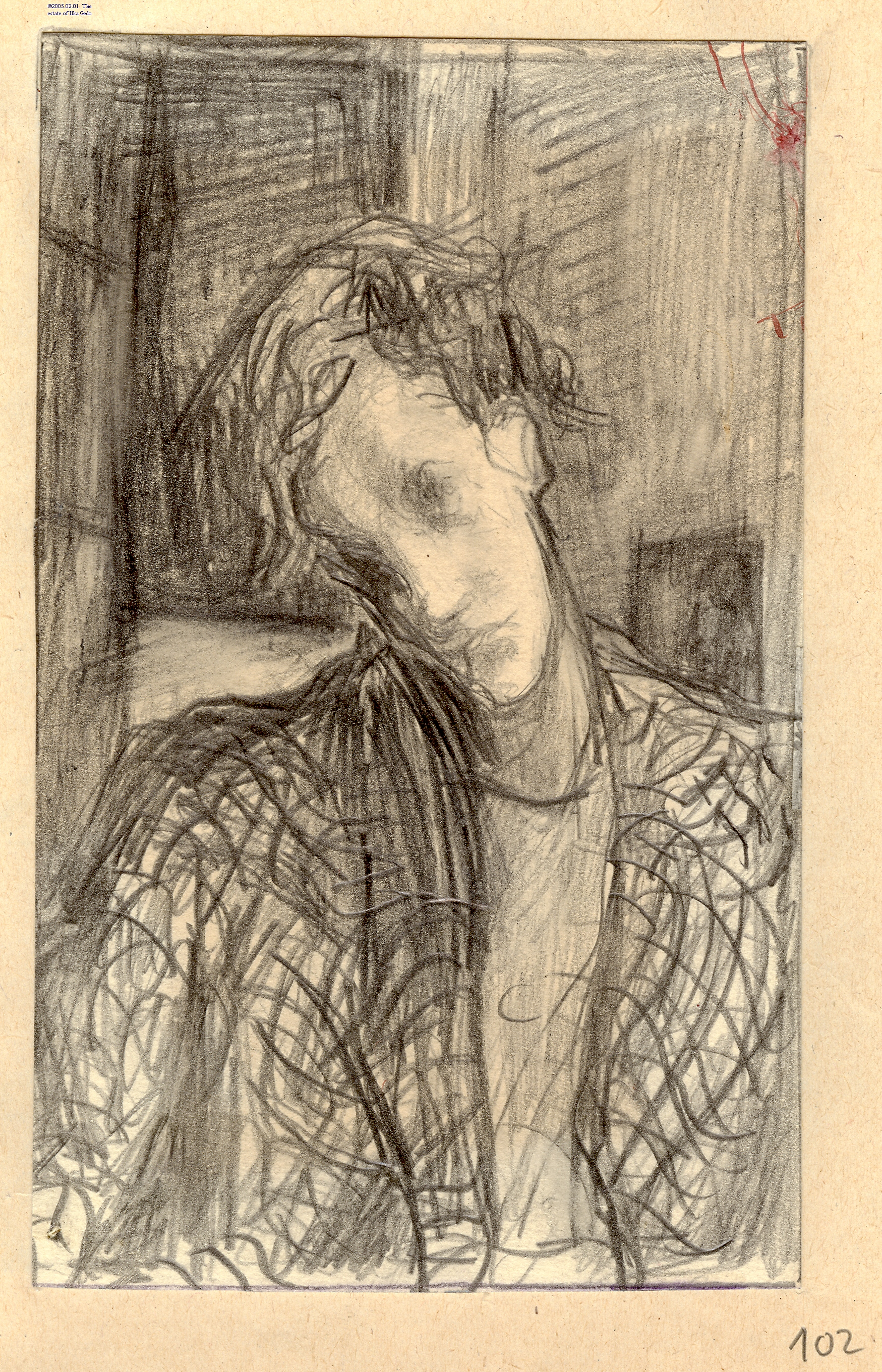
Autoportrait mélancolique, 1946-1947 (MoMA, New York).

#### Dessin de l'usine Ganz (1947-1948)
Constamment à la recherche de nouveaux sujets, Gedő trouve dans l'usine de machines Ganz, près de chez elle dans la rue Fillér, un environnement riche et visuellement animé pour dessiner. Ilka Gedő obtient l'autorisation de visiter l'usine avec la recommandation du Syndicat libre des artistes.
Comme dans ses autoportraits de la même période, ses dessins et pastels de l'usine Ganz, qui montrent un certain nombre de sujets récurrents, sont des esquisses rapides d'expériences momentanées qui révèlent une concentration spirituelle intense et une puissance expressive. Des lignes nerveuses ondulantes reflètent les impressions de l'artiste sur le travail industriel. La décision d'Ika Gedő de dessiner dans une usine n'était pas motivée par des raisons politiques, et il n'y a aucune trace d'idéalisation dans ces dessins. Des vues panoramiques dramatiques de vastes espaces intérieurs alternent avec des études compatissantes de travailleurs épuisés. Les dessins de l'usine Ganz réalisés par Ilka Gedő sont réalistes, mais surtout expressifs et émouvants. Dans ces œuvres, l'espace et les grandes formes sont présentés comme une nouveauté. Parmi les plans et les blocs, l'homme est réduit à une figure schématique. Les objets qui apparaissent dans l'espace semblent dévorer les figures.

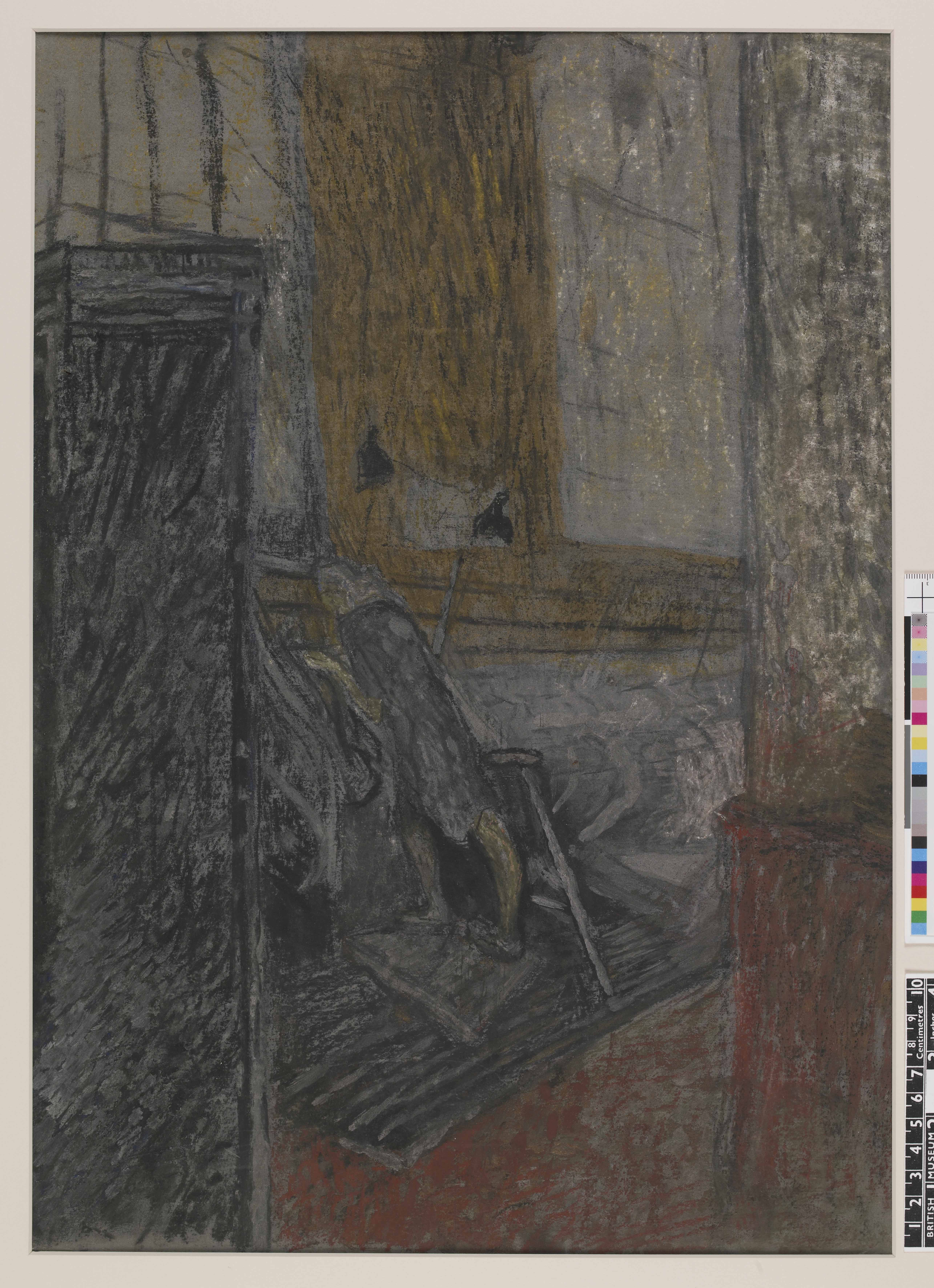
Dessin de 1948 (British Museum, Londres).
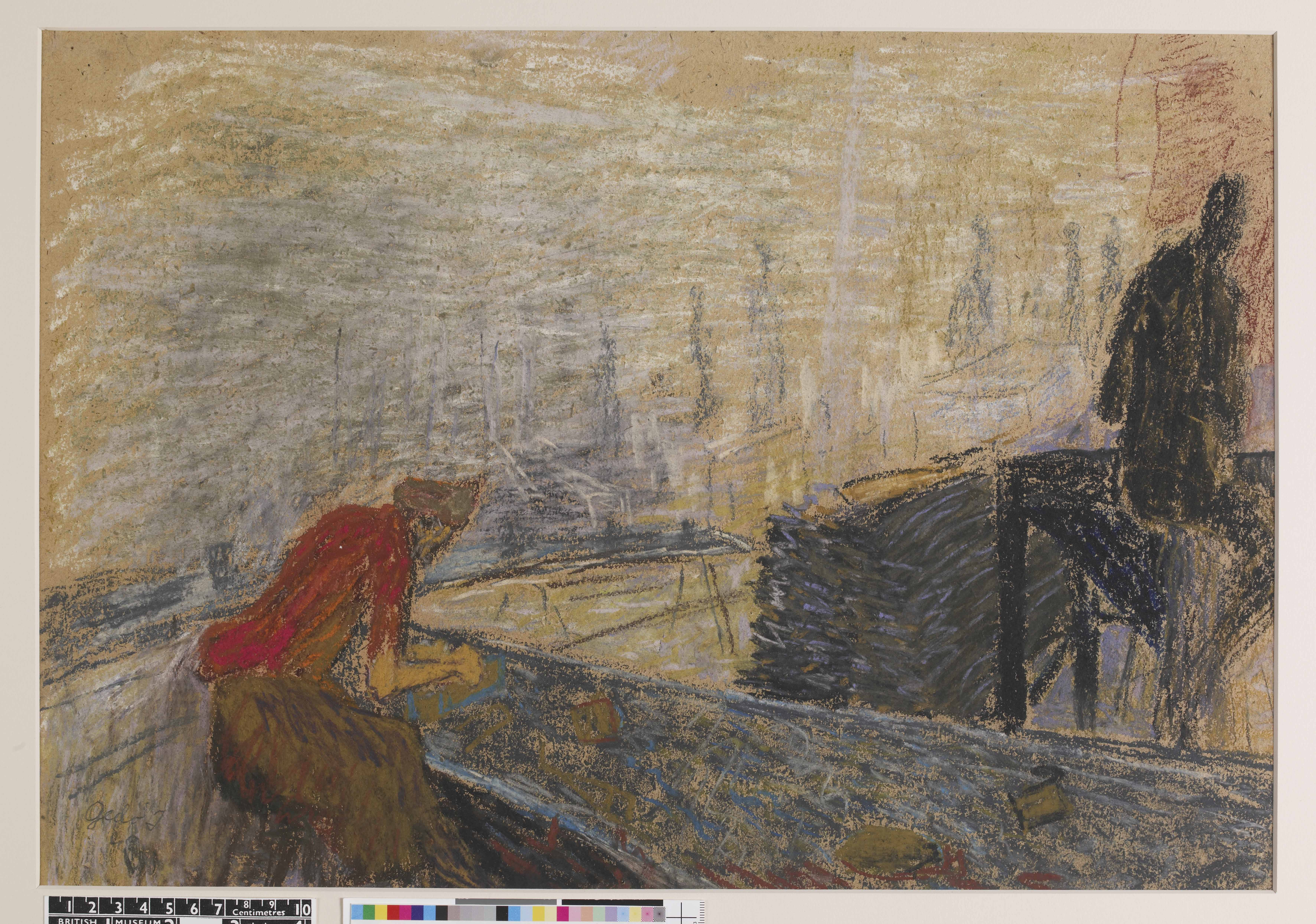
Dessin de 1948 (British Museum, Londres).
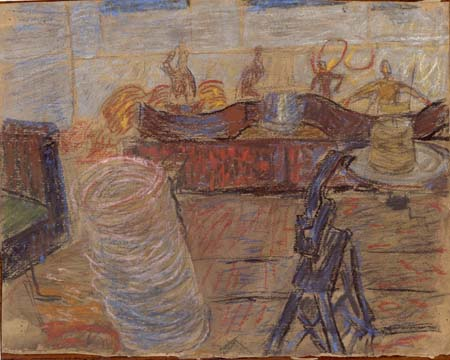
Dessin de 1948 (Albertina, Vienne).
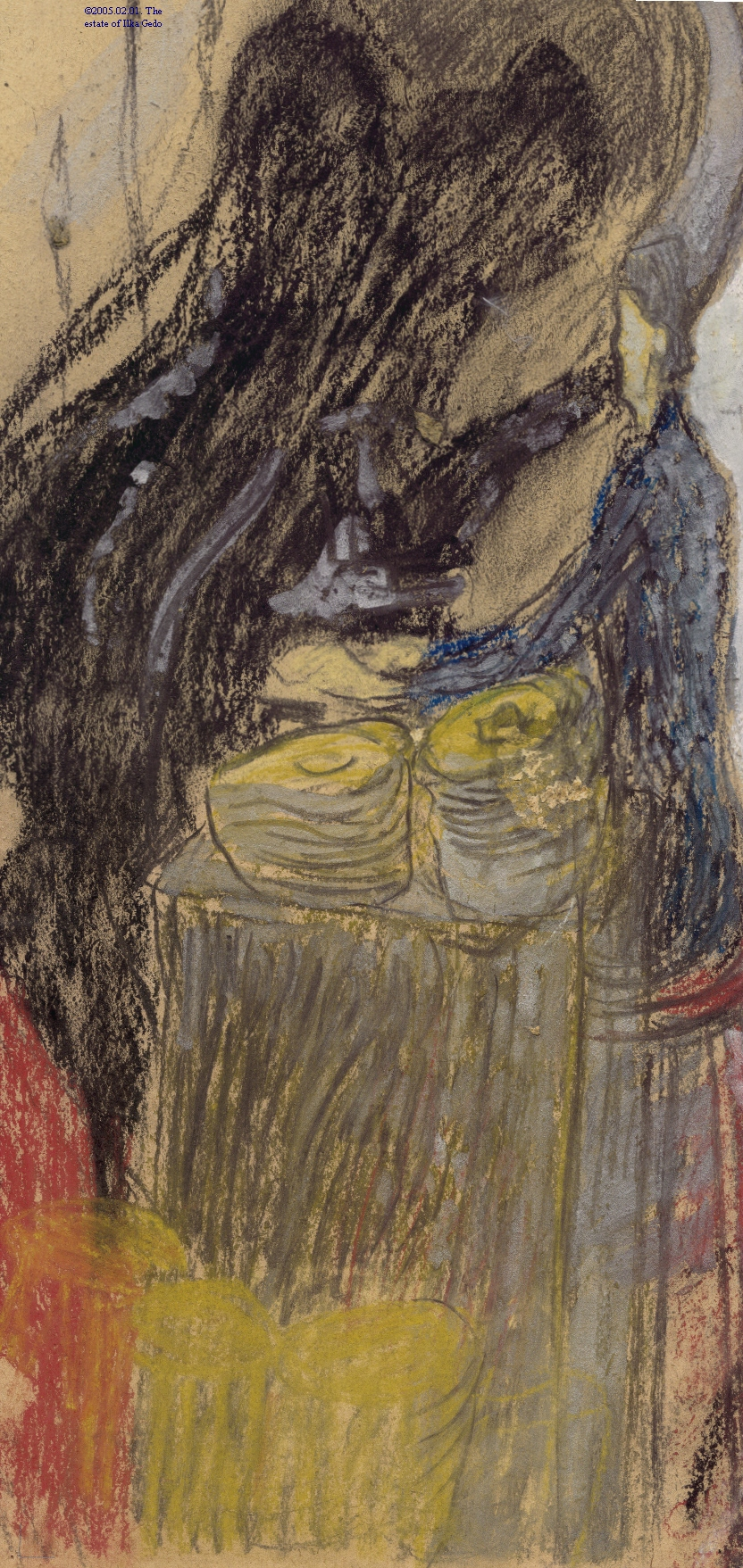
Dessin de 1949 (MoMA, New York)
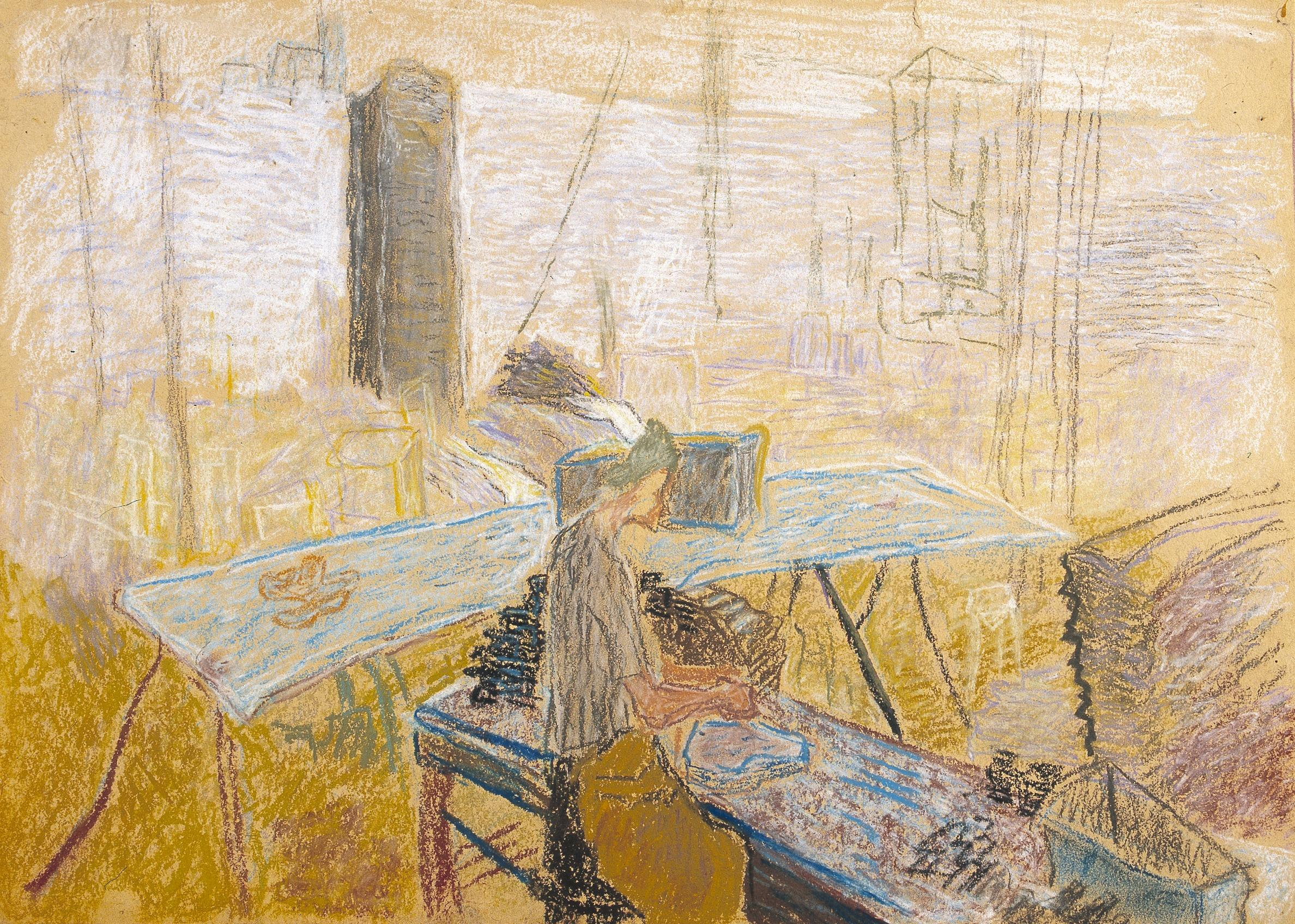
Dessin de 1949 (Galerie nationale hongroise, Budapest).
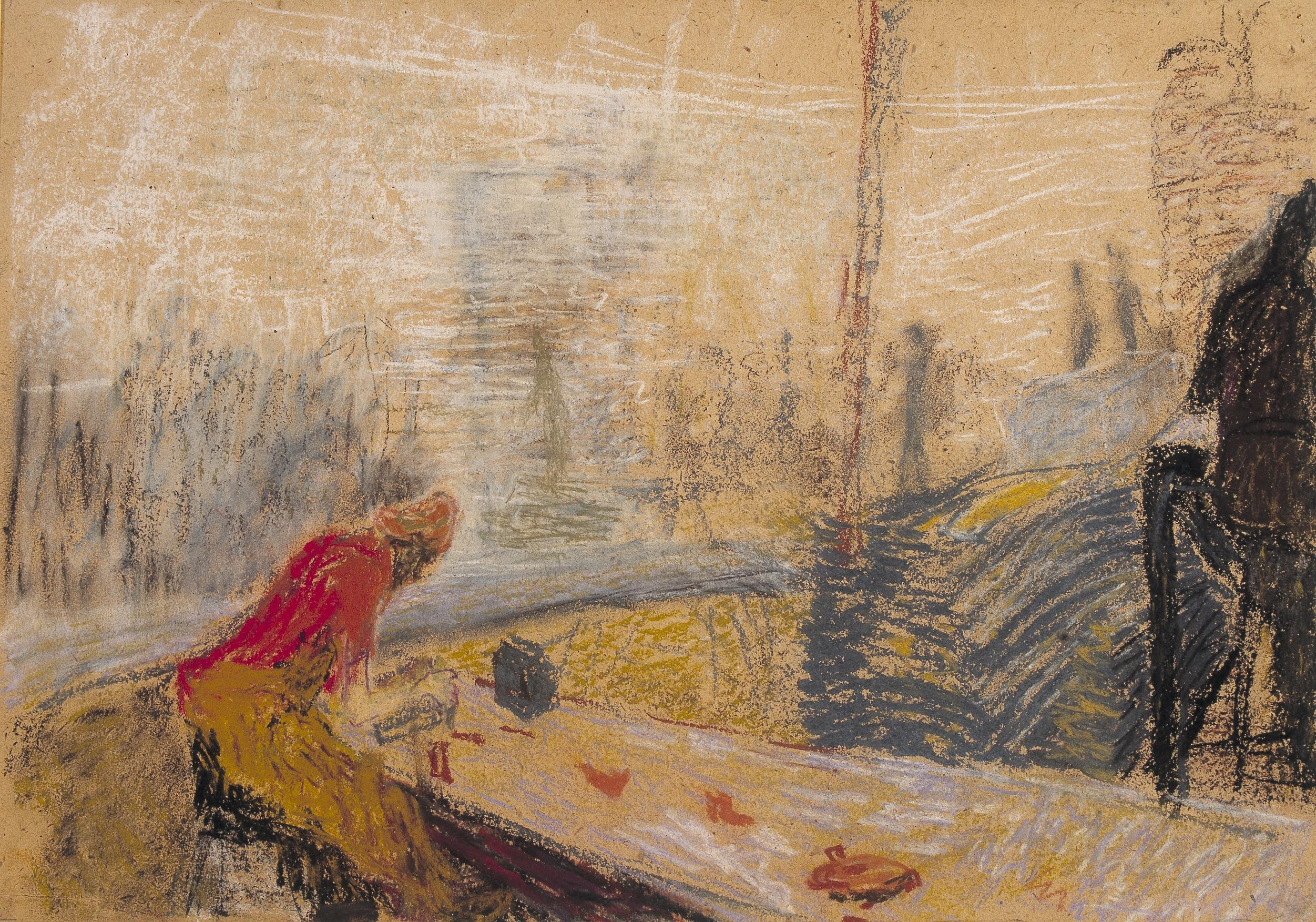
Dessin de 1949 (Galerie nationale hongroise, Budapest).

#### Série de la table (1949)

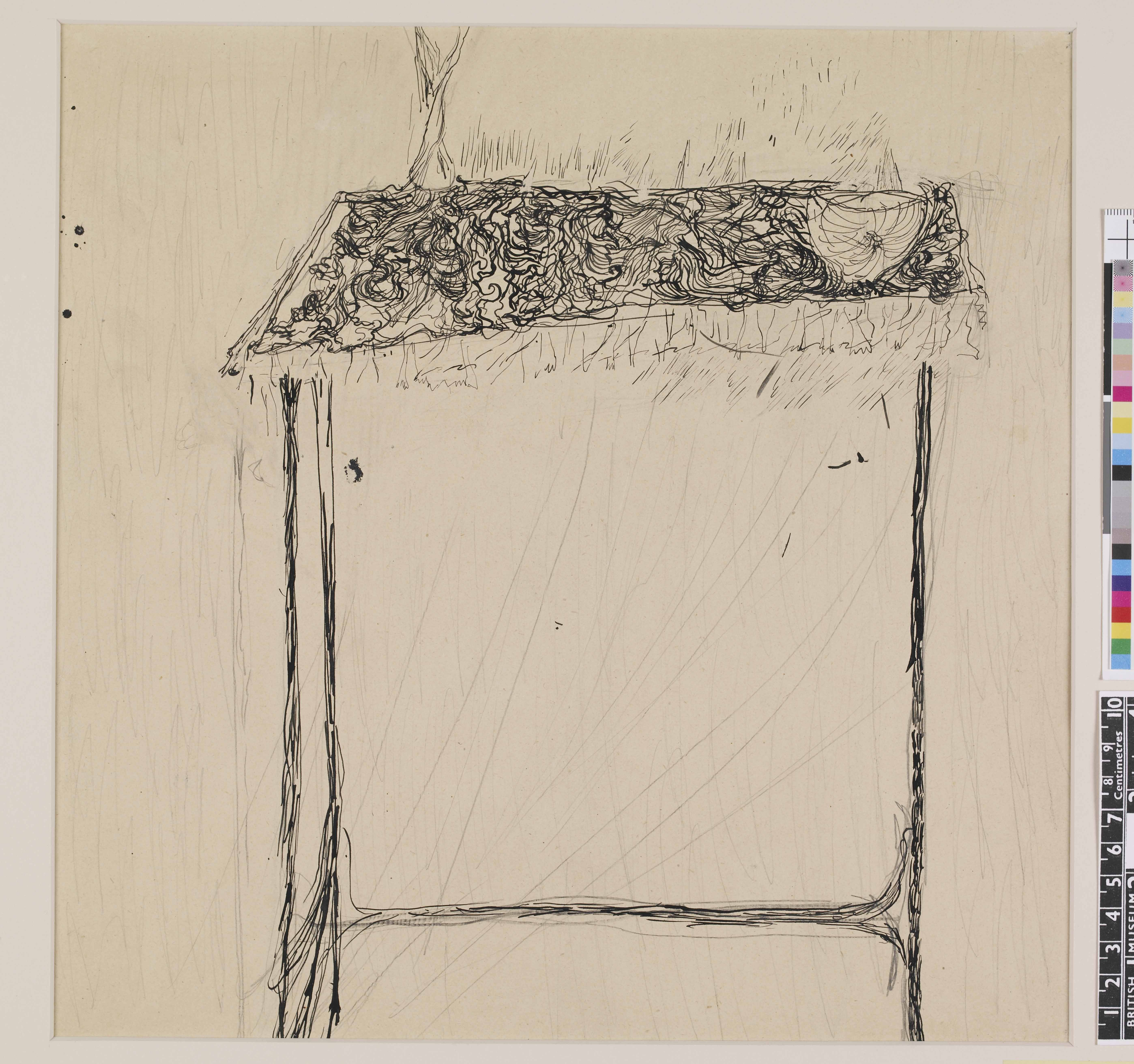
Thonet Table, 1949 (British Museum, Londres).

Le sujet de ces dessins, un petit tableau toujours visible, est prosaïque, il est toujours à portée de main. Les lignes de ces dessins ne sont jamais le contour de la fermeture d'une zone : elles bougent toujours, libérant ainsi des énergies mystérieuses.

### Période du silence créatif (1949-1965)
Hormis sa famille et quelques amis, personne n'a vu les dessins de Gedő au moment où ils ont été réalisés. Durant cette période de 1945 à 1949, elle a commencé à utiliser l'huile en plus du pastel, mais Gedő, dans un accès de dépression et ne voyant aucun moyen de sortir des dilemmes qu'elle connaissait, a détruit la plupart des peintures à l'huile produites durant ces années.
Après une période de liberté remarquable entre 1945 et 1948, le début de la dictature communiste a eu une influence négative sur la vie d'Ilka Gedő, étant l'une des raisons pour lesquelles elle a abandonné ses activités artistiques pendant seize ans.
En 1949, Ilka Gedő a cessé de peindre et de dessiner. Son abandon volontaire a duré jusqu'en 1965. Pendant ces années, à part quelques croquis en couleur, elle ne touche pas à un crayon ni à un pinceau, refusant de le faire même en jouant avec ses enfants. Il y avait trois raisons pour arrêter le travail artistique. La première était le début de la dictature communiste, la deuxième le manque de reconnaissance accordée à l'art d'Ilka Gedő (les amis de Gedő avaient une attitude hostile à tout ce qui était figuratif ou représentatif, la non-figuration étant adoptée comme moyen d'expression politique) et la troisième était qu'Ilka Gedő reconnaissait qu'elle ne pouvait rester fidèle à son talent qu'en arrêtant de créer de l'art. « Arrivée à un point où la seule voie qui lui était ouverte était celle de la planification stérile ou de la prolifération des imitateurs, elle s'est détournée et s'est tue, car c'était la seule façon pour elle de rester fidèle à elle-même et au monde de ses dessins antérieurs ».

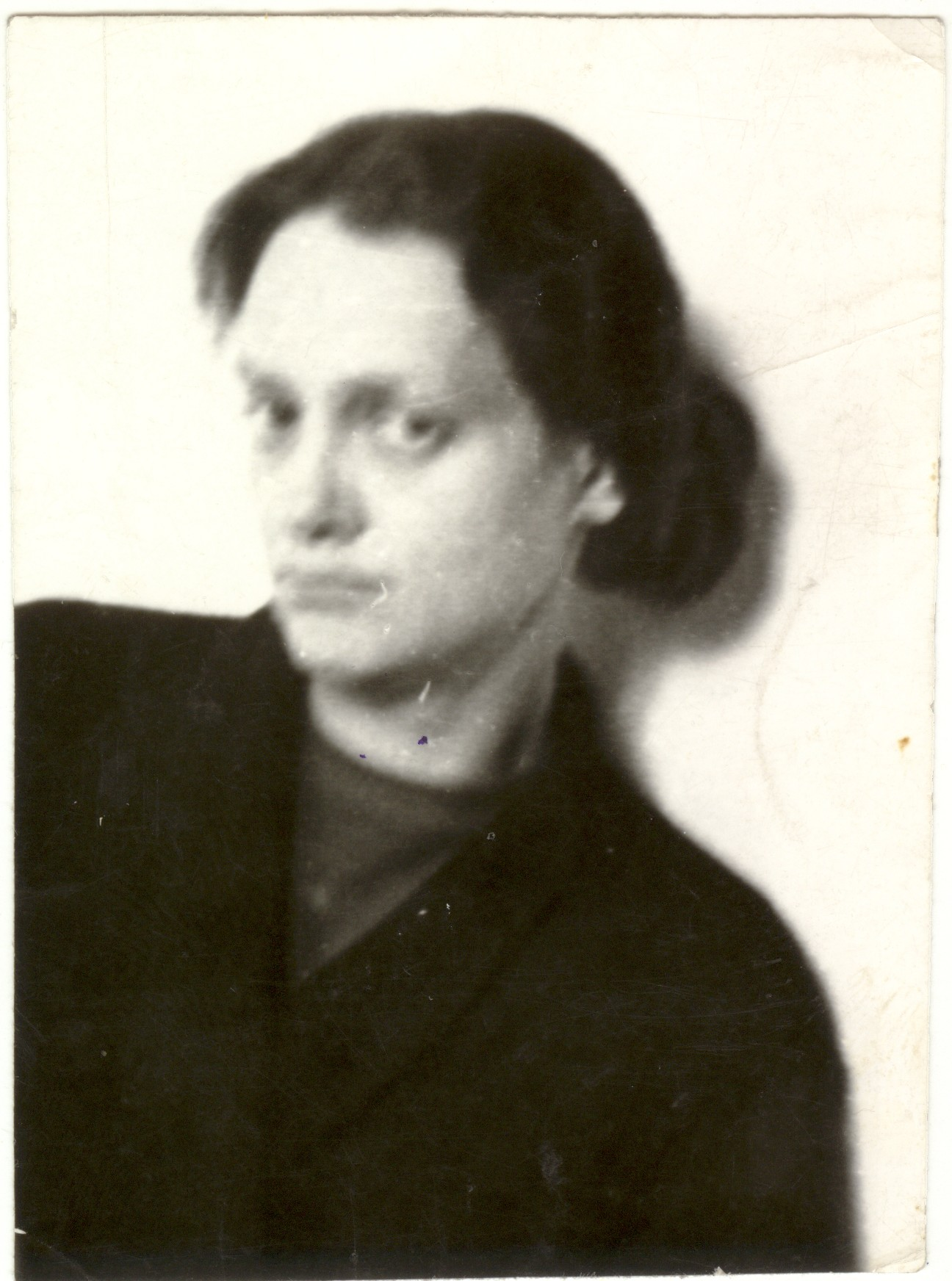
Ilka Gedő en 1965.

Lorsque Ilka Gedő a cessé de faire de l'art, elle n'a pas complètement abandonné la possibilité de reprendre. Elle a poursuivi des études approfondies en histoire de l'art. Elle a beaucoup lu sur la théorie des couleurs, en particulier le Traité des couleurs de Goethe, en traduisant de longs passages de cette œuvre. Sans ces études, le monde des couleurs de la deuxième période artistique n'aurait pas été possible.
Au milieu des années 1960, l'artiste a mis presque tous les dessins de la période précédente dans des passe-partout et elle les a également sélectionnés dans des dossiers en fonction des thèmes. Cette activité a duré de nombreuses années. La première exposition individuelle de l'artiste a été une exposition en atelier ouverte le 15 mai 1965 qui montrait une sélection de dessins réalisés entre 1945 et 1948.
À partir du début des années 1960, l'emprise du parti communiste sur la société s'est quelque peu relâchée, mais l'isolement d'Ilka Gedő s'est poursuivi. La situation d'Ilka Gedő a été aggravée par le fait que beaucoup de ses amis, contrairement à elle, ont fait leurs compromis avec le régime, tandis que les artistes talentueux de la jeune génération ont simplement choisi de ne pas participer au système officiel de politique artistique et ont trouvé une reconnaissance à l'Ouest. Elle a finalement eu sa première exposition publique en 1980, à l'âge de cinquante-neuf ans.

### Tableaux et dernières années

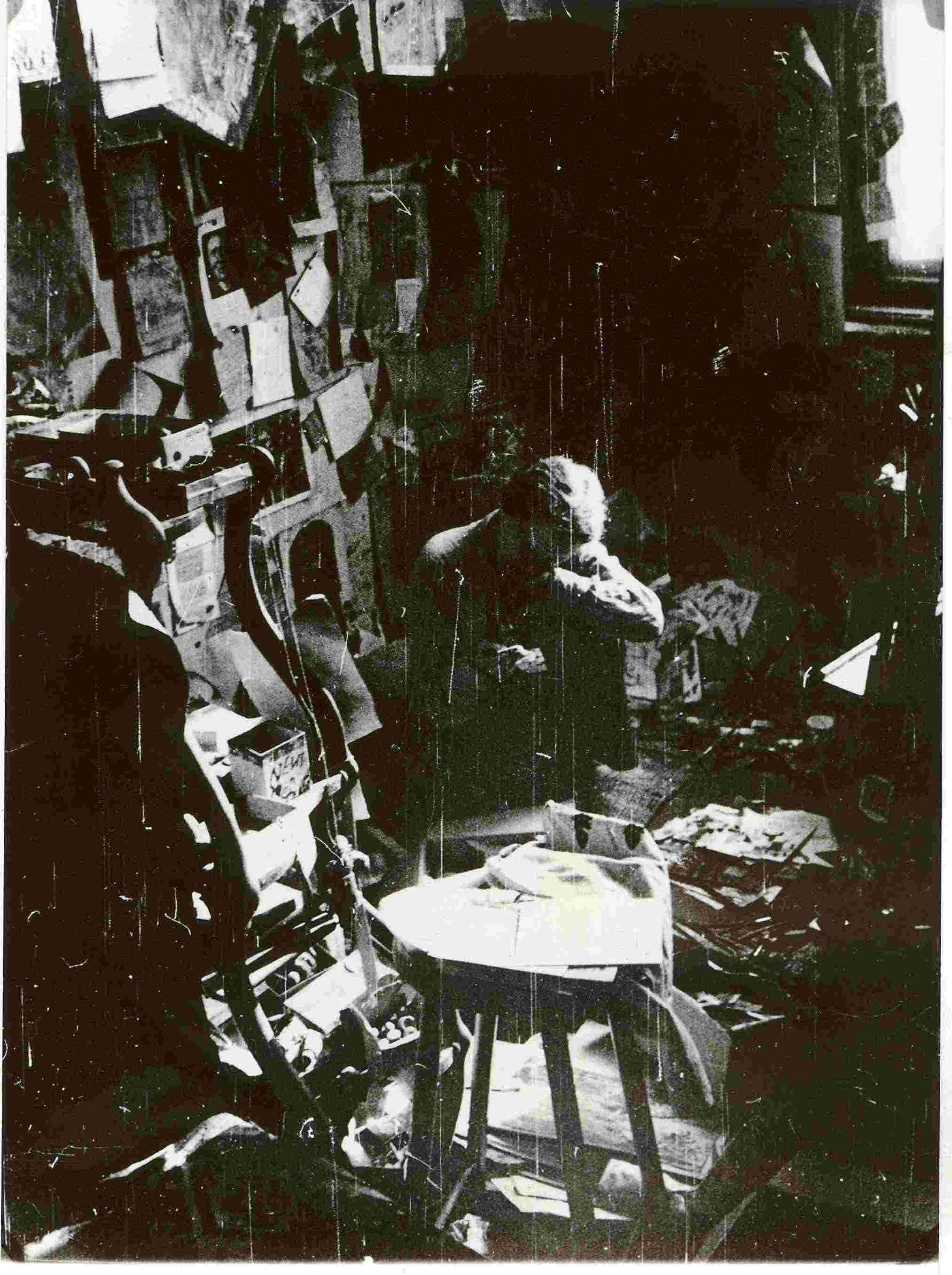
Ilka Gedő dans son atelier, en 1982.

Dans les années 1960, Ilka Gedő a commencé à peindre à l'huile. Elle a fait des peintures « en deux temps ». Elle a d'abord fait un croquis de sa composition, préparé une maquette et écrit le nom des couleurs appropriées dans les différents champs. Elle a préparé une collection d'échantillons de couleurs et écrit où les couleurs devaient aller par la suite. Elle n'a jamais improvisé sur ses tableaux, mais a plutôt agrandi le plan original. Sur ses tableaux, la force des couleurs froides et chaudes semble être égale. Elle a créé ses peintures lentement, en consignant les étapes du processus créatif dans des journaux intimes afin de pouvoir retracer la réalisation de tous les tableaux.

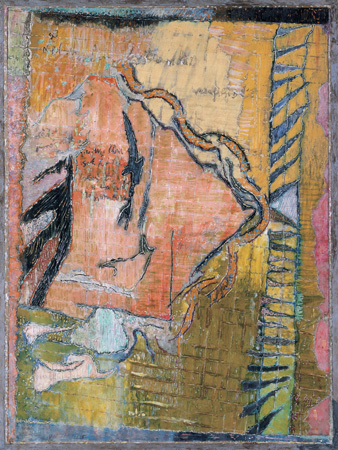
Clôture du Jardin du Luxembourg, 1979-1985, Huile sur papier couché sur toile, 64 x 49 cm.
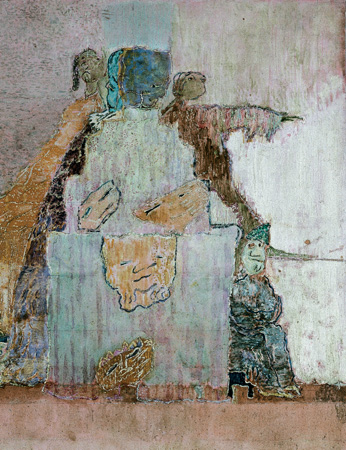
Magasin de Masques, 1980, huile sur papier couché sur toile, 71 x 50 cm, Galerie nationale de Hongrie

Les entrées du journal intime enregistrent toutes les spéculations de l'artiste en rapport avec la réalisation du tableau. Lorsqu'elle mettait un tableau de côté, elle rangeait le journal intime correspondant et continuait à travailler sur un autre tableau. Avant de reprendre le travail sur un tableau, elle lisait toujours les notes de son journal précédent.
Sa méthode de création suit l'appel des instincts mais n'oublie pas la discipline de l'intellect. « Les critiques d'art n'ont pas tardé à souligner les preuves de sa nostalgie de l'Art nouveau et du Jugendstil. Cependant, la véritable nostalgie de Gedő est celle d'une mythologie perdue, et en cela elle est semblable à ses prédécesseurs de la fin de siècle. Elle a trouvé cette mythologie, bien que personnelle, dans l'art, qui est capable d'évoquer et de chérir les souvenirs d'un monde en voie de disparition. »

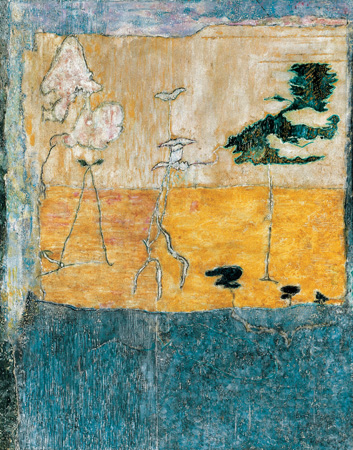
Jardin des Plantes, Paris, 1980, huile sur toile, 57,5 x 46 cm, Washington DC, collection privée

L'historien de l'art hongrois László Beke évalue son art en 1980 : « Je crois qu'il est totalement inutile d'établir un parallèle entre votre art et les tendances "contemporaines", car votre art aurait pu naître à n'importe quel moment entre 1860 et 2000. Il tire ses inspirations non pas de "l'extérieur", mais de "l'intérieur", et sa cohérence et son authenticité découlent de la relation que cet art entretient avec son créateur - ce qui ne peut échapper à l'attention d'aucun des spectateurs de ces œuvres. »
Ilka Gedő meurt le 19 juin 1985 à l'âge de 64 ans, quelques mois avant sa découverte à l'étranger. C'est à Glasgow qu'elle est ainsi découverte, à l'occasion d'une exposition de ses peintures et dessins à la Compass Gallery en 1985,,,,.
Au tournant des années 1989-1990, une deuxième exposition rétrospective est organisée au Third Eye Centre (en) de Glasgow.

## Expositions individuelles et rétrospectives
- 1965 :  Exposition Sudio
- 1980 :  Gedő Ilka festőművész kiállítása (Exposition d'Ilka Gedő), Musée du roi Saint-Étienne Székesfehérvár, Hongrie
- 1982 : Ilka Gedő, exposition de chambre du Palais des Arts de Budapest au lieu d'exposition de Dorottya utca
- 1985 : Ilka Gedő (1921-1985), Galerie de la Colonie d'art de Szentendre
- 1985 : Ilka Gedő (1921-1985) Retrospective Memorial Exhibition of Drawings and Paintings, Compass Gallery, Glasgow
- 1987 : Ilka Gedő (1921-1985), Palais des Arts, Budapest
- 1989 : Gedő Ilka festőművész rajzai (Les dessins d'Ilka Gedő), le musée de Szombathely, Hongrie
- 1989 : Ilka Gedő : Peintures, Pastels, Dessins, 1932-1985, Third Eye Centre, Glasgow (1989)[21]
- 1994 : Ilka Gedő (1921-1985), Galerie Janos Gat, New York
- 1995 : Ilka Gedő (1921-1985) Dessins et pastels, Shepherd Gallery, New York
- 2001 : Gedő Ilka rajzai 1948-1949-ből (Dessins d'Ilka Gedő des années, 1948-1949), Galerie municipale d'images et le Kiscelli Múzeum
- 2003 : Ilka Gedő, Galerie de la Banque Raiffeisen, Budapest
- 2004-2005 : Gedő Ilka (1921-1985) festőművész kiállítása (Exposition commémorative de Ilka Gedő /1921-1985/), Galerie nationale, Budapest, Hongrie
- 2006 : Könnye kovászba hull--Gedő Ilka (1921-1985) kiállítása ("Pleurez des larmes amères dans la pâte" Exposition d'Ilka Gedő /1921-1985/), Collegium Hungaricum, Berlin
- 2013 : Ilka Gedő, le lobby du Théâtre national hongrois à Budapest
- 2021 : „…Half Picture, Half Veil…” Works on Paper by Ilka Gedő (1921-1985), ( "...Moitié tableau, moitié voile..." Œuvres sur papier d'Ilka Gedő (1921-1985/),  Musée des beaux-arts - Galerie nationale hongroise, Budapest, 26 mai - 26 septembre 2021

## Expositions de groupe (une sélection)
- 1940 : Az OMIKE második kiállítása (Deuxième exposition d'OMIKE, l'Association éducative juive hongroise), Musée juif, Budapest
- 1943 Az OMIKE ötödik kiállítása (cinquième exposition d'OMIKE, l'Association éducative juive hongroise), Musée juif, Budapest
- 1942 : Szabadság és a nép (La liberté et le peuple), siège du syndicat des métallurgistes, Budapest
- 1945 : A Szociáldemokrata Párt Képzőművészeinek Társasága és meghívott művészek kiállítása (L'exposition de la Société des artistes du Parti social-démocrate et des artistes invités), Musée Ernst, Budapest
- 1947 : Un Magyar Képzőművészek Szabad Szervezete II. Szabad Nemzeti Kiállítása (Deuxième exposition nationale libre de l'Organisation libre des artistes hongrois), Galerie municipale de Budapest
- 1964 : Szabadság és a nép, 1934-1944 (Le groupe des artistes socialistes, 1934-1944), Galerie nationale, Budapest, Hongrie, exposition commémorative
- 1970  :   Pendant son séjour à Paris en 1969-1970, elle participe à l'exposition collective de la Galerie Lambert avec deux peintures à l'huile[22].
- 1995 : Culture et continuité : The Jewish Journey, Musée juif, New York
- 1996 : De Mednyánszky à Gedő-A Survey of Hungarian Art, Janos Gat Gallery
- 1995 : Áldozatok és gyilkosok/Gedő Ilka gettó-rajzai és Román György háborús bűnösök népbírósági tárgyalásán készült rajzai/ Victimes et auteurs (Ilka Gedő's Ghetto Drawings and György Román's Drawings at the War Criminal People's Court Trials), Hungarian Jewish Museum, Budapest
- 1996 : Victimes et auteurs /Ilka Gedő's Ghetto Drawings and György Román's Drawings at the War Criminal Trials, Yad Vashem Art Museum, Jerusalem
- 1997-1998 : Diaszpóra és művészet (Diaspora et art), Musée juif hongrois, Budapest
- 1998 : A Levendel-gyűjtemény (La collection Levendel), Musée municipal de Szentendre
- 1999 : Voix d'ici et d'ailleurs (nouvelles acquisitions dans les départements des estampes et des dessins), Musée d'Israël, Jérusalem
- 2000 : Directions, saison d'automne, Janos Gat Galley, New York
- 2002 : 20. századi magyar alternatív műhelyiskolák (Écoles-ateliers hongroises alternatives du XXe siècle), l'exposition conjointe des musées Lajos Kassák et Viktor Vasarely
- 2003 : A zsidó nő (La femme juive), Musée juif hongrois, Budapest
- 2003 : Peintures européennes du XIXe siècle, dessins et sculptures, Shepherd Gallery, New York
- 2003 : Das Recht des Bildes : Jüdische Perspektiven in der modernen Kunst (Le droit à l'image : les perspectives juives dans l'art moderne), Musée de Bochum
- 2004 : Az elfelejtett holocauszt (L'Holocauste oublié), Palais des Arts, Budapest
- 2005 : Der Holocaust in der bildenden Kunst in Ungarn (L'Holocauste dans les Beaux-Arts en Hongrie), Collegium Hungaricum, Berlin
- 2014 : A Dada és szürrealizmus. Magritte, Duchamp, Man Ray, Miró, Dalí. Válogatás a jeruzsálemi Izrael múzeum gyűjteményéből (Dada et le surréalisme. Magritte, Duchamp, Man Ray, Miró, Dalí. Une sélection des collections du Musée d'Israël), exposition conjointe du Musée d'Israël et de la Galerie nationale, Budapest, Hongrie, Budapest
- 2016 : Kunst aus dem Holocaust, Deutsches Historisches Museum, Berlin
- 2019 : In bester Gesellschaft--Ausgewählte Neuerwerbungen des Berliner Kupferstichkabinetts, 2009-2019 (Dans la meilleure société--Élues nouvelles acquisitions du Berlin Kupferstichkabinett, 2009-2019), Kupferstichkabinett (Musée des estampes et des dessins), Berlin
- 2023 : Of Mystic Worlds, Drawing Center, New York, du 8 mars au 14 mai 2023, planche 7 et pp. 38-39[23].

## Travaux dans les collections publiques
- La Galerie nationale hongroise, Budapest
- Le Musée juif hongrois, Budapest
- Le musée du roi Saint-Étienne, Székesfehérvár, Hongrie
- Le musée d'art Yad Vashem, Jérusalem
- Le Musée d'Israël, Jérusalem
- Le British Museum, département des estampes et des dessins
- Le Museum Kunst Palast, Düsseldorf, département des estampes et des dessins
- Le Musée juif, New York
- Le Kupferstichkabinett (Musée des estampes et des dessins), Berlin
- Galerie d'art Albright-Knox, Buffalo, New York, États-Unis
- Le Musée des Beaux-Arts, Houston, Texas, États-Unis
- L'Albertina, Vienne
- Le Metropolitan Museum of Art, département d'art moderne et contemporain, New York
- Le musée du duc Anton Ulrich, Braunschweig, Allemagne
- Le musée des beaux-arts de Cleveland
- MoMA, Département des dessins et estampes, New York
- Städel Museum, Frankfurt am Main